# Peter Broucek
Peter Brouček (* 16. August 1938 in Wien; † 15. Juni 2023 ebenda) war ein österreichischer Historiker. Von 1987 bis 1990 war er Präsident der Gesellschaft für Österreichische Heereskunde. Über vierzig Jahre im Österreichischen Staatsarchiv (ÖStA), Abt. Kriegsarchiv tätig, war er zuletzt dessen Direktor-Stellvertreter. Seine Arbeit zur österreichischen Militärgeschichtsschreibung gilt als bedeutend.

## Leben
Als Sohn eines in Karlsbad in Westböhmen gebürtigen Taschnermeisters und dessen Ehefrau, einer Handelsangestellten, erlebte Peter Broucek das Kriegsende des Zweiten Weltkriegs (1939–1945) im Weinviertel. Er legte 1956 an der Realschule Wien XIX Döbling die Matura ab und studierte ab 1956 Geschichte und Germanistik an der Universität Wien. 1961 wurde er bei Heinz Zatschek mit der Dissertation Geschichte des Wiener Riemergewerbes bis 1788 zum Dr. phil. promoviert. Überdies besuchte er von 1959 bis 1962 den Kurs am Institut für Österreichische Geschichtsforschung in Wien (Staatsprüfung 1963: mit einer Prüfungsarbeit bei Friedrich Walter über Die sogenannten Saalbücher im Allgemeinen Verwaltungsarchiv bis 1749).
Im Jahre 1962 trat er als Vertragsbediensteter in den wissenschaftlichen Dienst des Österreichischen Staatsarchivs (ÖStA), Abteilung Kriegsarchiv in Wien ein. 1966 wurde er Staatsarchivar II. Klasse und später I. Klasse sowie 1975 Archivrat. Ab 1981 war er Referent für die Feldakten der Heere Österreichs bzw. Österreich-Ungarn. 1983 erfolgte die Ernennung zum Oberrat. 1993 wurde er vom österreichischen Bundespräsidenten Thomas Klestil zum Hofrat ernannt und betreute eine weitere – der Generaldirektion des ÖStA direkt unterstellte – Bestandsgruppe der „Nachlässe und Sammlungen“. Im Jahre 2003 wurde er, zuletzt Direktor-Stellvertreter unter Rainer Egger, in den Ruhestand versetzt. Danach war er weiterhin publizistisch tätig.
Von 1987 bis 1990 war er Präsident der Gesellschaft für Österreichische Heereskunde. Er war ferner Mitglied des Instituts für Österreichkunde, der Commission Autrichienne d’Histoire Militaire, der Kommission zur Erforschung der Geschichte Österreichs der Jahre 1918–1938 und der Heraldisch-Genealogischen Gesellschaft „Adler“.
Broucek war Oberleutnant der Reserve des österreichischen Bundesheeres.  Er wurde am Hernalser Friedhof bestattet.

## Veröffentlichungen
Broucek ist Verfasser zahlreicher Fachbücher, wissenschaftlicher Aufsätze und Editionen zur Geschichte Österreichs seit der Frühen Neuzeit und zur Militärgeschichte des 17. bis 20. Jahrhunderts sowie zur Archivgeschichte und zur militärischen Quellenkunde: So ist er Herausgeber mehrerer im Böhlau Verlag erschienener Memoiren österreichischer Militärs; von 1980 bis 1988 etwa der Editionen der Tagebücher Edmund Glaise-Horstenaus. Im Jahre 2000 veröffentlichte er mit Kurt Peball eine Geschichte der österreichischen Militärhistoriographie. Broucek ist ferner Autor unzähliger Einträge im Österreichischen Biographischen Lexikon 1815–1950 und in der Neuen Deutschen Biographie. Weiterhin legte er Übersetzungen von Werken Thomas M. Barkers und Bruce F. Pauleys vor.
Der deutsche Historiker Ulrich Kluge attestierte ihm „profunde Kenntnisse des österreichischen Militärsystems“.

## Auszeichnungen und Ehrungen
- 1978: Ludwig-Jedlicka-Gedächtnispreis (für seine Edition der Memoiren von Edmund Glaise-Horstenau)
- 1996: Mitglied des katholischen Souveränen Malteserordens, Großpriorat Österreich (Magistralritter)
- 1998: Österreichisches Ehrenkreuz für Wissenschaft und Kunst I. Klasse[4]
- 2003: Verleihung des Berufstitels „Professor“[5]

## Schriften (Auswahl)
- (Hrsg.): Anton Lehár: Erinnerungen. Gegenrevolution und Restaurationsversuche in Ungarn 1918–1921. R. Oldenbourg, München 1973, ISBN 3-486-47761-7.
- Der Geburtstag der Monarchie. Die Schlacht bei Kolin 1757. Österreichischer Bundesverlag, Wien 1982, ISBN 3-215-04444-7.
- (Eingel. und hrsg.): Ein General im Zwielicht. Die Erinnerungen Edmund Glaises von Horstenau. Böhlau, Wien u. a. 1980 ff.

- Band 1: K.u.k. Generalstabsoffizier und Historiker (= Veröffentlichungen der Kommission für Neuere Geschichte Österreichs. Bd. 67). 1980, ISBN 3-205-08740-2.
- Band 2: Minister im Ständestaat und General im OKW (= Veröffentlichungen der Kommission für Neuere Geschichte Österreichs. Bd. 70). 1983, ISBN 3-205-08743-7.
- Band 3: Deutscher Bevollmächtigter General in Kroatien und Zeuge des Untergangs des „Tausendjährigen Reiches“ (= Veröffentlichungen der Kommission für Neuere Geschichte Österreichs. Bd. 76). 1988, ISBN 3-205-08749-6.

- mit Walter Leitsch, Karl Vocelka, Jan Wimmer, Zbigniew Wojcik: Der Sieg bei Wien 1683. Österreichischer Bundesverlag, Wien 1983, ISBN 3-215-04573-7.
- mit Erich Hillbrand, Fritz Vesely: Historischer Atlas zur zweiten Türkenbelagerung Wien 1683. Deuticke, Wien 1983, ISBN 3-7005-4472-3.
- mit Erich Hillbrand, Fritz Vesely: Prinz Eugen. Feldzüge und Heerwesen. Deuticke, Wien 1986, ISBN 3-7005-4561-4.
- (Red.): Zur Genesis der Waffengattungen im österreichischen Heer (= Materialien zum Vortragszyklus. 1987). Gesellschaft für Österreichische Heereskunde c/o Heeresgeschichtliches Museum, Wien 1987.
- Karl I. (IV.). Der politische Weg des letzten Herrschers der Donaumonarchie. Böhlau, Wien u. a. 1997, ISBN 3-205-98737-3.
- mit Kurt Peball: Geschichte der österreichischen Militärhistoriographie. Böhlau, Köln u. a. 2000, ISBN 3-412-05700-2.
- (Hrsg. mit Erwin A. Schmidl): Johann Christoph Allmayer-Beck: Militär, Geschichte und politische Bildung. Aus Anlass des 85. Geburtstages des Autors. Böhlau, Wien u. a. 2003, ISBN 3-205-77117-6.
- Militärischer Widerstand. Studien zur österreichischen Staatsgesinnung und NS-Abwehr. Böhlau, Wien u. a. 2008, ISBN 978-3-205-77728-1.
- (Eingel. und hrsg.): Theodor Ritter von Zeynek: Ein Offizier im Generalstabskorps erinnert sich (= Veröffentlichungen der Kommission für Neuere Geschichte Österreichs. Bd. 101). Böhlau, Wien u. a. 2009, ISBN 978-3-205-78149-3.
- (Eingel. und hrsg. nach den Vorarbeiten von Herta und Claude-Maria-Alfred Jansa): Feldmarschalleutnant Alfred Jansa. Ein österreichischer General gegen Hitler. Erinnerungen. Böhau, Wien u. a. 2011, ISBN 978-3-205-78148-6.